# Jack Fitzgerald (cyclisme)
Pour les articles homonymes, voir Fitzgerald.
Maurice “Jack” Fitzgerald, né le 10 novembre 1899, à Iona (en) en Australie, est un coureur cycliste australien.

## Carrière cycliste
Lors de sa première année de course en 1921, Fitzgerald remporte le championnat sur route de Victoria en 1921 et 1922. L'événement qui a propulsé Fitzgerald est la Austral Wheel Race (en) que Fitzgerald remporte en 1922. En 1923, il réalise son meilleur temps de 11 secondes 4/5 lors de la finale furlong.
Fitzgerald voyage en France en 1924, pour des courses au Vélodrome Buffalo et au Parc des Princes. Il remporte le Grand Prix d'Été (1000 mètres), les 1 000 kilomètres à Paris avec Bob Spears, le Grand Prix de Montrouge et le Grand Prix d'Étrangers et les 26 dernières courses auxquelles il a pris part. 
Fitzgerald participe régulièrement aux courses de six jours. En 1923-1924 Fitzgerald, avec F Wells (Nouvelle-Zélande), finissent 3e aux Six jours de Sydney, au Sydney Sports Ground. Deux ans plus tard en 1925-1926, il termine 2e avec Dick Marshall aux Six jours de Sydney. En 1927-1928 Fitzgerald remporte les Six jours de Sydney, avec Ken Ross. En 1932 , il termine 3e aux Six jours de Brisbane avec Hubert Opperman.
En 1927, Fitzgerald voyage aux États-Unis et concourt à Revere Beach, Providence, Hartford, Newark (en) et New York.
En 1929, Fitzgerald remporte le championnat national de vitesse et le championnat aux points au Canterbury Velodrome.
Willy Hansen, champion du monde de vitesse amateur et champion olympique du kilomètre, et Mat Engel, visitent l'Australie au début de 1930. Engel bat Fitzgerald en février 1930, mais Fitzgerald triomphe contre Hansen et Engel en 3 manches d'un demi mile.
En 1930, Fitzgerald établi le record d'Australie du quart de mile, de 28 secondes, départ arrêté, au vélodrome de Brisbane, égalant le record alors du monde détenu par Victor Johnson. Fitzgerald établi aussi ce qui a été revendiqué comme un record du monde pour un quart mile de 23 secondes départ lancé, derrière moto. 
En 1932, Fitzgerald est sponsorisé par Malvern Star (en), pour une visite promotionnelle à Townsville avec Hubert Opperman.

## Palmarès
- 1921
  -  Champion d'Australie de vitesse[1]
- 1922
  - Austral Wheel Race (en)
- 1924
  - 3e des Six jours de Sydney
- 1925
  - 2e des Six jours de Sydney
- 1927
  - Six jours de Sydney (avec Ken Ross)
- 1929
  -  Champion d'Australie de vitesse
- 1930
  - Record du monde quart de mile (départ arrêté)[1]
  - Record du monde quart de mile (départ lancé)[1]
- 1932
  - 3e des Six jours de Brisbane
- 1937
  -  Champion d'Australie de vitesse[1]